# Moscow (Ohio)
Pour les articles homonymes, voir Moscow.
Moscow est un village américain situé dans le comté de Clermont, dans l'Ohio. Selon le recensement de 2010, sa population est de 185 habitants.